# Déodat de Dolomieu

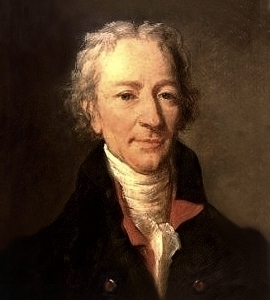
Portret

Déodat Guy Sylvain Tancrède Gratet de Dolomieu (Dolomieu, 23 juni 1750 – Châteauneuf, 26 november 1801) was een Franse geoloog en mineraloog. Het gesteente dolomiet werd naar hem vernoemd en ook het alpijnse gebergte de Dolomieten.

## Leven
Als vierde zoon van de markies van Dolomieu werd Déodat geboren op het familiale kasteel in de Isère. Zijn voornaam wordt in het Frans ook wel vertaald als Dieudonné. Van bij de geboorte werd hij voorbestemd voor de Orde van Malta. Hij begon zijn noviciaat in 1766. Twee jaar later doodde hij een mede-novice in een duel en veroordeelde de Orde hem tot levenslange opsluiting, maar na interventies van hooggeplaatsten kwam hij in maart 1769 vrij. In 1778 ontving hij zijn wijding als ridder van Malta en in 1780 de commanderij van Sainte-Anne. In 1783 werd hij luitenant-generaal van de Orde en gouverneur van Valetta, maar door een conflict met grootmeester Emmanuel de Rohan-Polduc nam hij drie jaar later weer ontslag.
Onder invloed van Alexandre-François de La Rochefoucauld had Dolomieu tijdens zijn militaire opleiding een wetenschappelijke belangstelling ontwikkeld. Hij studeerde chemie in Metz en werkte vanaf 1775 in de zoutmijnen van Bretagne. In 1778 werd hij lid van de Académie des Sciences in Parijs. In de jaren 1777-1783 bereisde hij Zuid-Europa. Zijn wetenschappelijke bevindingen deelde hij mee in verschillende publicaties.
Na het verkennen van de bergen van Italië, Tirol en Graubünden in 1789 en 1790, trok hij zich met zijn rijke collecties terug in La Roche-Guyon op het landgoed van de hertogin van La Rochefoucauld. De Franse revolutionairen hadden de Orde van Malta opgeheven en haar bezittingen genationaliseerd, waardoor hij de inkomsten van zijn commanderij moest derven. Nieuwe geologische reizen in Frankrijk brachten verhandelingen voort over de oorsprong van basalt en over het gesteente dolomiet.
In 1796 werd hij ingenieur en professor aan de nieuw opgerichte mijnbouwschool. Als lid van de Commission des sciences et des arts maakte hij deel uit van de Egyptische expeditie van Napoleon Bonaparte. Toen hij in maart 1799 terugkeerde naar Europa, liep zijn schip door een storm binnen in Tarente en werd hij krijgsgevangen gemaakt door de Napolitanen. Ondanks internationaal protest bracht hij 21 maanden in eenzame gevangenschap door te Messina, tot er in 1801 vrede werd gesloten.
Na zijn vrijlating kreeg hij de leerstoel mineralogie in het Natuurhistorisch Museum in Parijs, maar hij stierf in november van datzelfde jaar. Zijn laatste werk verscheen postuum, alsook het dagboek van zijn recente reis door Zwitserland.

## Eerbetoon
Op het vulkanische eiland Réunion in de Indische Oceaan is de belangrijkste krater van de vulkaan Piton de la Fournaise naar hem vernoemd.
Ook het mineraal dolomiet en de dolomietsteen dragen zijn naam, net als het gebergte de Dolomieten. Voorts zijn er in de Alpen verschillende bergpaden met zijn naam.

## Publicaties
- Voyage aux îles de Lipari fait en 1781. Notices sur les îles Éoliennes pour servir à l'histoire des volcans, 1783
- Sur le tremblement de terre de la Calabre, 1784
- Mémoire sur les îles Ponces, et catalogue raisonné des produits de l'Etna; pour servir à l'histoire des volcans, suivis de la Description de l'éruption de l'Etna, du mois de juillet 1787, 1788
- Mémoire sur les pierres composées et sur les roches, 1791
- Mémoire sur la constitution physique de l'Égypte, 1793
- Philosophie minéralogique, 1801
- Journal du dernier voyage du Citoyen Dolomieu dans les Alpes, 1802